# Luwung Gede
Luwung Gede is een bestuurslaag in het regentschap Brebes van de provincie Midden-Java, Indonesië. Luwung Gede telt 6691 inwoners (volkstelling 2010).